# Eunicella lata
Eunicella lata is een zachte koraalsoort uit de familie Gorgoniidae. De koraalsoort komt uit het geslacht Eunicella. Eunicella lata werd in 1917 voor het eerst wetenschappelijk beschreven door Kükenthal. 